# 山田達雄
山田 達雄（やまだ たつお、1922年3月5日 - 1980年6月6日）は、日本の映画監督、脚本家である。

## 来歴
1922年（大正11年）3月5日、兵庫県神戸市に生まれる。立教大学卒業。
京都の映画界に入り、伊藤大輔監督の門下となり助監督を務める。1947年（昭和22年）、新東宝で助監督となる。1950年（昭和25年）、中川信夫監督の『アマカラ珍騒動』等でチーフ助監督を務めた。
1956年（昭和31年）、監督に昇進し、嵐寛寿郎主演の『剣豪相馬武勇伝 檜山大騒動』で監督としてデビューした。1961年（昭和36年）の同社の倒産までに22本を監督した。1960年12月公開の『東海道非常警戒』について、映画評論家の水野和夫は、「脱出という主題を具体的な速度感で映像化して行くクライマックスのカット・バックは山田達雄監督自身が堕落した現代映画の枠から脱出するかのごとく見事」であり、「日本映画界の底辺にあると思われている人たちが、実は最も力をこめて日本映画の土台をかためていることを再認識して、僕は激しい感動を禁じえなかった。」と称賛している。新東宝解散後は、テレビ映画に進出した。
1980年（昭和55年）6月6日、死去。満58歳没。

## 人物・エピソード
新東宝では井上梅次の下のポジションで、赤坂長義や土居通芳が山田に続いている。嵐寛寿郎とは京都時代からの旧知で、アラカンの後押しで並木鏡太郎監督に代わって台頭。アラカンにしてみると渡辺邦男や並木に対しては「監督さん」という態度だったが、山田に対しては「達ちゃん」と呼ぶ間柄だった。
『檜山大騒動』で監督に抜擢されるが、このとき山田は34、5歳で、看板スタアのA級作品を担当するには異例の若さだった。当時、新東宝は東宝から脱退したばかりで、市川崑や加戸野五郎のほかに監督の間が開いており、また大蔵貢社長の企画第一主義もあって他社よりも早い監督昇進となったのである。
アラカンによると、山田はなかなかの俊才で、仕事の段取りが実に早かったという。新東宝は予算が渋く、若手にもゼニを使わせないとのことで、予算も撮影日数もギリギリのなか、「安かろう早かろう」で監督が評価されていた。この不自由な中、一所懸命に工夫する、ここが腕の見せ所という意味で新東宝には「名監督」がたくさんいて、山田もその一人だったと語っている。アラカンは新東宝で山田監督と組んで12本の映画を撮ったが、アラカンにとってこれは山中貞雄以来のことだった。昭和34年には一年で5本、山田と映画を撮っている。
相馬大作事件を描いた『檜山大騒動』は10月末の撮影だったが、相馬大作役の当時五十になるアラカンは吹き替えなしで潜水シーンを撮っている。警視庁が協力し、水中のアラカンの周りを実弾で撃ち、水泳の得意なアラカンが水面に上がって大きくあえぐ勇壮な場面となった。これには山田監督も大喜びだったという。
アラカンは山田作品では『風雲天満動乱』、『危し! 伊達六十二万石』、『鍔鳴り三剣豪]』なども「ええシャシンです」と語っているが、新東宝という会社柄、年間ベスト・テンに絡むこともなかった。寛プロ時代に山中貞雄を見出した岸松雄のような批評家もおらず、「新東宝かB級や、娯楽作品やと差別してジャーナリストも試写に来なかった」として、この監督の才能を惜しんでいる。

## フィルモグラフィ
1956年の監督昇進以降、特筆以外は監督作である。

### 新東宝
助監督
- 『アマカラ珍道中』 : 監督中川信夫、青柳プロダクション / 新東宝、1950年
- 『若様侍捕物帖　謎の能面屋敷』 : 監督中川信夫、伊藤プロダクション / 新東宝、1950年
- 『弥太郎笠』前後篇 : 監督マキノ雅弘、新生プロダクション / 新東宝、1952年
- 『関八州勢揃い』 : 監督安田公義、1954年
- 『下郎の首』 : 監督伊藤大輔、1955年
- 『王将一代』 : 監督伊藤大輔、1955年
- 『四谷怪談』 : 監督毛利正樹、1956年

監督
- 『剣豪相馬武勇伝 檜山大騒動』 : 1956年
- 『剣聖暁の三十六人斬り』 : 1957年
- 『風雲天満動乱』 : 1957年
- 『続風雲天満動乱 完結篇』 : 1957年
- 『幽霊沼の黄金』 : 1957年
- 『危し! 伊達六十二万石』 : 1957年
- 『稲妻奉行』 : 1958年
- 『若君漫遊記 サタン城の魔王』 : 1958年
- 『黄金奉行』 : 1958年 - 監督・脚本
- 『人形佐七捕物帖 腰元刺青死美人』 : 1958年
- 『鍔鳴り三剣豪』 : 1959年
- 『決闘不動坂の大仇討』 : 1959年
- 『日本ロマンス旅行』 : 1959年
- 『まぼろし鷹』 : 1959年
- 『復讐秘文字峠』 : 1959年
- 『続復讐秘文字峠』 : 1959年
- 『人形佐七捕物帖 裸姫と謎の熊男』 : 1959年
- 『スパイと貞操』 : 1960年
- 『中乗り新三 天竜鴉』 : 松竹京都撮影所 / 松竹、1960年
- 『東海道非常線警戒』 : 1960年
- 『恋愛ズバリ講座 第三話』 : 監督石井輝男、1961年 - 構成
- 『恋しぐれ 秩父の夜祭り』 : 1961年 - 監督・脚本
- 『湯の街姉妹』 : 1961年

### テレビ映画
- 『結婚って何さ』 : 1962年
- 『日本剣客伝』 : 1968年
- 『ドカンと一発!』 : 1968年 - 1969年
- 『ブラックチェンバー』： 1969年
- 『プレイガール』： 1969年 - 1974年
- 『新・日本剣客伝』 : 1969年
- 『右門捕物帖』: 1969年 - 1970年
- 『怪奇十三夜』 : 1971年
- 『人形佐七捕物帳』 : 1971年
- 『弥次喜多隠密道中』 : 1971年 - 1972年
- 『怪談』 : 1972年
- 『戦国ロック はぐれ牙』 : 1973年
- 『伝七捕物帳』 : 1975年
- 『お耳役秘帳』 : 1976年
- 『伝七捕物帳』 : 1979年
- 『そば屋梅吉捕物帳』 : 1979年 - 1980年

### 映画
- 『駆逐艦雪風』 : 佐野芸術プロダクション / 松竹、1964年
- 『喜劇 駅前火山』 : 東京映画 / 東宝、1968年 ⇒ 駅前シリーズ
- 『柔の星』 : 国際プロデュース / 東宝、1970年
- 『地獄の蟲』 : マツダ映画社、1979年

## 註
1. 1 2  『幻の怪談映画を追って』（山田誠二、洋泉社）
2. 1 2 3  山田達雄、日本映画データベース、2009年10月22日閲覧。
3. ↑  水野和夫「東海道非常警戒」『映画評論』2月、新映画、1961年2月、119頁。
4. ↑  年鑑[1981], p.330.
5. ↑  『聞書アラカン一代 - 鞍馬天狗のおじさんは』（竹中労、白川書院）